# Bad Girl (chanson de Madonna)
Pour les articles homonymes, voir Bad Girl.
Singles de Madonna
Deeper and Deeper
(1992) Fever
(1993)
Pistes de Erotica
Where Life Begins
(5) Waiting
(7)
Bad Girl est le troisième extrait de l'album Erotica de Madonna, sorti en février 1993 sous le label Maverick Records.

## Information sur le titre
Madonna a interprété cette chanson à la télévision dans le cadre de l'émission Saturday Night Live en janvier 1993. En Amérique de Nord, le single contient des remixes de la chanson « Fever », qui figure sur l'album Erotica et qui est sorti en Europe en tant que quatrième single.
Le single est sorti un mois après le thriller érotique Body, dans lequel Madonna tient le rôle principal. La chanson a atteint la 36e place du Billboard Hot 100 et la 10e place du top singles au Royaume-Uni, avant de fortement chuter. Cela a entraîné la sortie de « Fever » quatre semaines plus tard.

## Réception

### Critique
"Bad Girl" a été décrite par le magazine Rolling Stone comme la description « de l'esprit d'une femme qui préfère s'auto-détruire plutôt que de mettre fin à une relation trop difficile à supporter. C'est comme si Madonna reconnaissait l'inconfort que l'on peut ressentir devant le personnage d'une femme dont la fonction n'est que sexuelle. Étant elle-même un sex-symbol, elle enlève la menace de sa propre personnalité. ».
Entertainment Weekly la considérera comme la chanson d'une « victime de la maladie d'amour ».

### Performance dans les classements
Aux États-Unis, « Bad Girl » est entrée à la 75e place du Billboard Hot 100 le 20 février 1993. Lors de sa sixième semaine, la chanson a atteint la 36e place, devenant le premier single de Madonna à ne pas entrer dans le top 20, après qu'elle y ait classé 27 singles consécutifs. « Bad Girl » est restée 11 semaines dans ce classement. Ses ventes et ses diffusions à la radio furent faibles. Grâce au remixes de « Fever » inclus sur le maxi single, la chanson a atteint la première place du Hot Dance Music/Maxi-Singles Sales.
Au Royaume-Uni, « Bad Girl » a débuté numéro 11 et a atteint la 10e place, son meilleur classement, le 13 mars 1993. La chanson a également atteint le top 10 en Italie et au Canada (respectivement numéro 8 et 5). En Australie, « Bad Girl » n'a pas dépassé la 32e place.

## Vidéoclip
Le clip vidéo qui accompagne la chanson a été réalisé par David Fincher, qui avait collaboré avec Madonna pour les clips « Express Yourself », « Oh Father » et « Vogue ». L'acteur américain Christopher Walken apparaît dans ce clip, sous les traits d'un ange gardien (bien qu'il puisse également être l'ange de la mort).
Madonna y interprète Louise Oriole (Louise est le deuxième prénom de Madonna et Oriole est le nom d'une rue dans laquelle elle a habité), une femme alcoolique qui passe chaque nuit avec un homme différent. Elle agit ainsi pour oublier sa dépression et sa tristesse causées par une relation avec une personne qu'elle aime profondément mais qui n'a aucun avenir.
Christopher Walken joue le rôle de son ange gardien, qui la surveille tandis qu'elle fume, boit et séduit des étrangers. Il la délivre par un "baiser de la mort" avant qu'elle ne se fasse étrangler avec un de ses bas.
Ellen von Unwerth et Tim Burton avaient été pressentis pour réaliser la vidéo, mais ils ont refusé. C'est finalement David Fincher qui a été choisi. Le clip a été tourné à New York du 12 ou 18 janvier 1993.
Matt Dillon effectue un caméo, dans le rôle d'un policier.

## Supports
| Vinyle États-Unis/K7 audio États-Unis CD single Japon 1. "Bad Girl" (edit) – 4:38 2. "Fever" (album version) – 5:00 Maxi 45 tours États-Unis/Maxi K7 États-Unis 1. "Bad Girl" (Extended Mix) – 6:29 2. "Fever" (Extended 12") – 6:08 3. "Fever" (Shep's Remedy Dub) – 4:29 4. "Fever" (Murk Boys Miami Mix) – 7:10 5. "Fever" (Murk Boys Deep South Mix) – 6:28 6. "Fever" (Oscar G's Dope Mix) – 4:55 Maxi CD États-Unis 1. "Bad Girl" (edit) – 4:38 2. "Fever" (Murk Boys Miami Mix) – 7:10 3. "Fever" (Extended 12") – 6:08 4. "Bad Girl" (Extended Mix) – 6:29 5. "Fever" (Murk Boys Deep South Mix) – 6:28 6. "Fever" (Hot Sweat 12") – 7:55 | CD Royaume-Uni / Vinyle Royaume-Uni 1. "Bad Girl" (edit) – 4:38 2. "Erotica" (William Orbit 12") – 6:07 3. "Erotica" (William Orbit Dub) – 4:53 4. "Erotica" (Madonna's in My Jeep Mix) – 5:46 K7 Royaume-Uni 1. "Bad Girl" (edit) – 4:38 2. "Erotica" (William Orbit Dub) – 4:53 Vinyle Australie/Europe 1. "Bad Girl" (edit) – 4:38 2. "Deeper and Deeper" (Shep's Deep Bass Dub) – 5:00 CD Australie/Europe 1. "Bad Girl" (edit) – 4:38 2. "Deeper and Deeper" (Shep's Deep Bass Dub) – 5:00 3. "Deeper and Deeper" (Shep's Deepstrumental) – 5:31 |

## Remixes officiels
| Remix/Version      | Durée |
| ------------------ | ----- |
| Album version      | 5:23  |
| Edit               | 4:37  |
| Extended mix       | 6:29  |
| Video instrumental | 6:03  |
| Video version      | 6:03  |

## Classements
| Classement (1993)            | Meilleure position |
| ---------------------------- | ------------------ |
| Allemagne                    | 47                 |
| Australie                    | 32                 |
| Canada                       | 20                 |
| États-Unis Billboard Hot 100 | 36                 |
| France                       | 44                 |
| Irlande                      | 20                 |
| Italie                       | 3                  |
| Pays-Bas                     | 34                 |
| Royaume-Uni                  | 10                 |
| Suisse                       | 25                 |